# Cenzurarea imaginilor în Uniunea Sovietică
Cenzura imaginilor a fost larg răspândită în Uniunea Sovietică. Cenzura vizuală a fost exploatată într-un context politic, în special în timpul epurărilor politice ale lui Iosif Vissarionovici Stalin, în care guvernul sovietic a încercat să șteargă din istoria sovietică unele dintre figurile epurate și a luat măsuri care au inclus alterarea imaginilor și distrugerea filmelor. URSS a redus accesul la pornografie, care era interzisă în mod specific de legislația sovietică.

## Cenzura imaginilor pornografice
Legislația sovietică a interzis crearea și distribuirea de pornografie în temeiul articolului 228 din codul penal al RSFS Ruse și al legislației analoge adoptate de alte republici ale Uniunii Sovietice.

În timp ce fotografii nud au apărut într-o serie de filme sovietice înainte de reforma glasnost din anii 1980, filmul Mica Vera din 1988 a fost primul care a inclus o scenă explicită de sex.
Imagini pornografice și casete video au fost introduse prin contrabandă în Uniunea Sovietică pentru a fi distribuite ilegal. Pe lângă legea împotriva pornografiei, această contrabandă a fost interzisă de dispozițiile legale care conferă statului sovietic dreptul exclusiv de a efectua comerț economic extern.

## Cenzurarea fotografiilor istorice

### Comisarul „dispărut”
Ejov s-a născut la Sankt Petersburg la 1 mai 1895, iar între 1915 și 1917 a servit în armata rusă țaristă. S-a alăturat bolșevicilor la 5 mai 1917, în Vitebsk, cu câteva luni înainte de izbucnirea  Revoluției din Octombrie. În timpul războiului civil (1919-1921), a luptat în Armata Roșie. După februarie 1922, a lucrat în sistemul politic, ajungând în 1935 în Comitetul Central al Partidului Comunist. În anul următor a devenit secretar al Comitetului Central. Din februarie 1935 până în martie 1939 a fost, de asemenea, președinte al Comisiei Centrale pentru Controlul Partidului.

În 1935 a scris o lucrare în care susținea că opoziția politică avea să ducă în mod obligatoriu la violență și terorism. Această teză a devenit în parte baza ideologică a epurărilor. A devenit Comisar al Poporului pentru Afaceri Interne (șeful NKVD) și membru al Comitetul Executiv Central al Prezidiului la 26 septembrie 1936. Sub conducerea lui Ejov, epurările au atins apogeul, aproximativ jumătate din clasa politică și militară sovietică fiind trimise în Gulag sau împușcată, împreună cu sute de mii de alte persoane, suspectate de neloialitate sau de „sabotaj”. Ejov a fost învinuit pentru aceste „excese” și, la 10 aprilie 1939, a fost arestat. La 4 februarie 1940, a fost executat.

### Discursul lui Lenin
La 5 mai 1920, Lenin a ținut un discurs celebru în fața unei mulțimi de soldați sovietici în Piața Sverdlov din Moscova. În prim-plan se aflau Leon Troțki și Lev Kamenev. Fotografia a fost modificată ulterior și amândoi au fost eliminați de cenzură

#### Lev Troțki
Lev Troțki a fost un evreu ucrainean, revoluționar bolșevic și teoretician marxist. A fost un politician influent în primele zile ale Uniunea Sovietică, mai întâi ca Comisar al Poporului pentru Afaceri Externe și mai târziu ca fondator și comandant al Armatei Roșii și Comisar al Poporului pentru Război. De asemenea, a fost printre primii membri ai Politburo al Comitetului Central al PCUS.
A devenit un dușman al statului și a fost șters din istoria sovietică după ce a condus lupta eșuată a așa-numitei „Opoziția de stânga”  împotriva politicilor și ascensiunii lui Stalin în anii 1920 și a birocratizării crescânde a Uniunii Sovietice. Troțki a fost expulzat din Partidul Comunist și deportat din Uniunea Sovietică în cadrul Marii Epurări. După expulzaea sa, imaginea sa din fotografiile în care apărea au fost șterse. 
În calitate de lider al celei de-a Patra Internațională, a continuat în exil să se opună birocrației staliniste din Uniunea Sovietică, iar în cele din urmă a fost asasinat în Mexic de către Ramón Mercader⁠(d).   Ideile lui Troțki stau la baza troțkismului, o variantă a teoriei comuniste, și rămâne o școală majoră de gândire marxistă, care se opune teoriilor stalinismului.

#### Lev Kamenev
Kamenev s-a născut la Moscova, fiul unui muncitor feroviar evrei și al unei casnice ortodixe. S-a alăturat Partidul Social-Democrat al Muncii din Rusia (PSDMR) în 1901 și facțiunii bolșevice a acestuia când partidul s-a divizat în bolșevici și menșevici în august 1903.  A urcat în rândurile conducerii sovietice și a fost pentru scurt timp șeful nominal al statului sovietic în 1917 și, mai târziu, președinte (1923-1924) al Biroului Politic al Comitetului Central al PCUS.
După asasinarea lui Serghei Kirov la 1 decembrie 1934, eveniment care a precipitat  epurările staliniste, Zinoviev, Kamenev și cei mai apropiați asociați ai lor au fost din excluși din Partidul Comunist și arestați în decembrie 1934. Aceștia au fost judecați în ianuarie 1935 și au fost obligați să recunoască „complicitatea morală” în asasinarea lui Kirov. Zinoviev a fost condamnat la 10 ani de închisoare, iar Kamenev la cinci ani de închisoare. Kamenev a fost acuzat separat la începutul anului 1935 în legătură cu Afacerea Kremlinului (un caz de înaltă trădare)  și, deși a refuzat să mărturisească, a fost totuși condamnat la zece ani de închisoare.

În august 1936, după luni de pregătiri și repetiții atente în închisorile poliției secrete sovietice, Zinoviev, Kamenev și alte 14 persoane, majoritatea „vechi bolșevici”, au fost judecați din nou în cadrul Proceselor de la Moscova. Kamenev și toți ceilalți au fost găsiți vinovați și au fost executați prin împușcare la 25 august 1936.

### Sărbătorirea Revoluției din Octombrie
La 7 noiembrie 1919, a fost realizată această imagine a conducerii sovietice care sărbătorea a doua aniversare a  Revoluției din Octombrie.  După ce Troțki și aliații săi fost înlăturați de la putere, o serie de figuri au fost eliminate din imagine, inclusiv Troțki și două persoane aflate în stânga lui Lenin, care purtau ochelari și salutau.  Au fost eliminați din fotografie atât Lev Kamenev, un alt opozant al lui Stalin, aflat cu două persoane mai la dreapta lui Lenin, cât și Artemic Halatov, bărbatul  cu barbă,  fostul șef al Editurii de Stat a RSFS Ruse.

### Cărțile poștale
La 25 octombrie (stil vechi)/7 noiembrie (stil nou) 1917, liderul bolșevic Vladimir Ilici Lenin și-a condus revoluționarii de stânga într-o revoltă împotriva guvernului provizoriu ineficient. Revoluția din Octombrie a pus capăt fazei revoluției declanșate în luna februarie a aceluiași an, înlocuind guvernul parlamentar de scurtă durată al Rusiei cu guvernarea prin soviete, consilii locale alese de către muncitori, soldați și țărani. Forțele liberale și monarhiste, slab organizate în Armata Albă, au intrat imediat în război împotriva Armatei Roșii a bolșevicilor.
În timpul revoluției au fost făcute o serie de fotografii cu luptătorilor care își sărbătoreau victoriile. Aceste fotografii au folosite adesea pe post de cărți poștale după război. Pe fundalul imaginii originale se află un magazin pe care scrie în limba rusă: „Ceasuri, aur și argint”. Imaginea a fost apoi schimbată pentru a se citi „Luptați pentru drepturile voastre”, iar un steag a fost schimbat pentru a se citi mai clar „Jos monarhia - trăiască Republica!”

### Uniunea de Luptă pentru Emanciparea Clasei Muncitoare
Uniunea de Luptă pentru Eliberarea Clasei Muncitoare (rusă Союз борьбы за освобождение рабочего класса), o organizație cu sediul la Sankt Petersburg, a fost fondată de mai mulți revoluționari ruși, printre care Mihail Kalinin și Vladimir Ilici Lenin.   Aceștia vor fuziona în cele din urmă cu alte grupuri pentru a pune bazele Partidului Social-Democrat al Muncii din Rusia (PSDMR)
PSDMR s-a format în 1898 la Minsk pentru a uni diversele organizații revoluționare într-un singur partid. Ulterior, acesta se va diviza în facțiunile bolșevică și menșevică, bolșevicii devenind în cele din urmă Partidul Comunist al Uniunii Sovietice.
Această fotografie, realizată în februarie 1897, a surprins o reuniune a filialei din Sankt Petersburg a Uniunii de Luptă pentru Emanciparea Clasei Muncitoare. La scurt timp după ce a fost făcută fotografia, Ohrana a arestat întregul grup. Membrii au primit diverse pedepse, Lenin fiind arestat, reținut de autorități timp de paisprezece luni, apoi eliberat și exilat în satul Șușenskoe din Siberia, unde s-a întâlnit cu marxiști notabili precum Gheorgi Plehanov, cel care a fost considerat „părintele” socialismului în Rusia.
În centru se află Alexandr Malcenko. Atunci când a fost realizată această fotografie, el era student la inginerie, iar mama sa îl lăsa pe Lenin să se ascundă la ea acasă. După ce a fost arestat, a petrecut ceva timp în exil, înainte de a se întoarce în 1900 și de a abandona revoluția. S-a mutat la Moscova, unde a lucrat ca inginer principal în diferite departamente de stat înainte ca în 1929 să fie arestat, acuzat pe nedrept de a fi un „sabotor” și executat la 18 noiembrie 1930. După arestare și execuție, a fost șters din toate reproducerile. În 1958 a fost reabilitat postum și a reapărut în reproduceri ale imaginii.

### Cosmonautul „pierdut”
După ce cosmonautul Valentin Bondarenko⁠(d) a murit într-un accident în timpul unui antrenament în 1961, guvernul sovietic l-a eliminat din fotografiile primului grup de cosmonauți. Întrucât Bondarenko apăruse deja în fotografiile disponibile publicului, ștergerile au dus la zvonuri de cosmonauți morți în lansări eșuate. Atât existența lui Bondarenko, cât și natura morții sale au fost secrete până în 1986.

### Drapelul de pe Reichstag
Odată ce Berlinul a căzut în ultimele zile ale celui de-al Doilea Război Mondial în Europa, fotograful militar al Armatei Roșii Evgheni Haldei a adunat câțiva soldați și a făcut o fotografie cu ei ridicând steagul (numit Drapelul Victoriei) pe acoperișul clădirii Reichstagului.  Fotografia a reprezentat un moment istoric, înfrângerea Germaniei Naziste într-un război care a costat Uniunea Sovietică zeci de milioane de vieți.
După ce a făcut fotografia simbolică, Haldei s-a întors rapid la Moscova. El a mai editat imaginea la cererea redactorului-șef al Ogoniok, care a observat că sergentul-major Abdulhakim Ismailov, care îl susține pe purtătorul de drapel în fotografie, avea câte un ceas de mână la fiecare braț, ceea ce indică faptul ar fi participat la jafuri. Surse sovietice ulterioare au afirmat că ceasul suplimentar era de fapt o  busolă „Adrianov”. Haldei, pentru a evita controversele, a falsificat fotografia pentru a îndepărta ceasul de la încheietura dreaptă a lui Ismailov.  De asemenea, Haldei a adăugat fum în fundalul unei alte fotografii pentru a face scena mai dramatică..
Fotografia a fost publicată în cele din urmă pe 13 mai 1945 în revista Ogoniok  .  Deși mai mulți fotografi au mai fotografiat steagurile de pe acoperiș, imaginea lui Haldei a fost cea care a rămas întipărită în memoria colectivă.

## Vedeți și:
- Cenzura în Uniunea Sovietică
- Damnatio memoriae

## Resurse internet
- Materiale media legate de Cenzurarea imaginilor în Uniunea Sovietică la Wikimedia Commons